# Jeppe Holmberg
Jeppe Holmberg (født d. 14. juni 1996) er en dansk ishockeyspiller. Han spiller i øjeblikket for Vännäs HC.

## Aalborg Pirates (2017-18)
Han spillede 64 kampe og scorede 1 mål.